# Betzy Baltzersen
Betzy Baltzersen (12 mei 1925 - 27 september 2005) was een schaatsster uit Noorwegen.

## Resultaten

### Wereldkampioenschappen
| Jaar | Jaar     | Plaats     | Resultaten       | Resultaten                               |
| ---- | -------- | ---------- | ---------------- | ---------------------------------------- |
| 1947 | Allround | Drammen    | 6e Allround      | 3e 500 m 7e 1000 m 10e 3000 m 10e 5000 m |
| 1948 | Allround | Turku      | Niet deelgenomen | Niet deelgenomen                         |
| 1949 | Allround | Kongsberg  | Niet deelgenomen | Niet deelgenomen                         |
| 1950 | Allround | Moskou     | Niet deelgenomen | Niet deelgenomen                         |
| 1951 | Allround | Eskilstuna | 6e Allround      | 5e 500 m 5e 1000 m 6e 3000 m 8e 5000 m   |

### Noorse kampioenschappen
| Jaar | Resultaten       | Resultaten                             |
| ---- | ---------------- | -------------------------------------- |
| 1947 | 7e Allround      | 4e 500 m 7e 1000 m 9e 1500 m 8e 3000 m |
| 1948 | Niet deelgenomen | Niet deelgenomen                       |
| 1949 | Niet deelgenomen | Niet deelgenomen                       |
| 1950 | Niet deelgenomen | Niet deelgenomen                       |
| 1951 | 6e Allround      | 3e 500 m 7e 1000 m 6e 1500 m 6e 3000 m |
| 1952 | 5e Allround      | 3e 500 m 4e 1000 m 6e 1500 m 6e 3000 m |

## Persoonlijke records
| Afstand    | Tijd     | Datum           | Baan      |
| ---------- | -------- | --------------- | --------- |
| 500 meter  | 52,40    | 2 februari 1952 | Trondheim |
| 1000 meter | 1.55,50  | 2 februari 1952 | Trondheim |
| 1500 meter | 3.00,70  | 2 februari 1952 | Trondheim |
| 3000 meter | 6.32,80  | 1 februari 1947 | Tinn      |
| 5000 meter | 11.54,30 | 3 februari 1951 | Eskiltuna |